# Катастрофа Boeing 737 под Джейханом
Катастрофа Boeing 737 под Джейханом — авиационная катастрофа, произошедшая ночью 7 апреля 1999 года. Авиалайнер Boeing 737-4Q8 авиакомпании Turkish Airlines выполнял плановый рейс TK 5904 по маршруту Адана—Джидда, но через 9 минут после взлёта рухнул в поле около Джейхана. Рейс был перегоночным, поэтому на его борту находились 6 членов экипажа; все они погибли.

## Самолёт
Boeing 737-4Q8 (регистрационный номер TC-JEP, заводской 25378, серийный 2732) был выпущен в 1995 году (первый полёт совершил 9 июня). 21 июня того же года был передан авиакомпании Turkish Airlines, в которой получил имя Trakya. Оснащён двумя турбовентиляторными двигателями CFM International CFM56-3C1. На день катастрофы совершил свыше 6360 циклов «взлёт-посадка» и налетал свыше 11 600 часов.

## Экипаж
- Командир воздушного судна (КВС) — Юсуф Кивилшим Тунджер (тур. Yusuf Kıvılcım Tuncer).
- Второй пилот — Сами Безчиоглу (тур. Sami Bezcioğlu).
- Стюардессы:
  - Хатидже Египтлиоглу (тур. Hatice Mısırlıoğlu) — старшая стюардесса,
  - Нида Гюлер (тур. Nida Güler),
  - Гёнюл Топал (тур. Gönül Topal),
  - Денис Деседен (тур. Deniz Deseden).

## Катастрофа
Вечером 6 апреля Boeing 737-4Q8 борт TC-JEP выполнил рейс из Джидды в Адану; на его борту находились 150 пассажиров-паломников, возвращавшихся с хаджа в Мекке. Самолёт приземлился в Адане в 23:45 EET, где он был дозаправлен и также на него заступил новый экипаж во главе с командиром Тунджером, которому предстояло выполнить очередной рейс из Аданы в Джидду и обратно для перевозки паломников.
Рейс TK 5904 вылетел из Аданы в 00:36 7 апреля, перед взлётом авиадиспетчер проинформировал пилотов о грозовом фронте над аэропортом Джидды.
В 00:44 EET, находясь на высоте 3048 метров, лайнер внезапно перешёл в снижение и рухнул в поле около Джейхана и в 56 километрах от аэропорта Аданы. От удара о землю лайнер полностью разрушился (его обломки разбросало на площади около 500 квадратных метров; один из горизонтальных стабилизаторов впоследствии был обнаружен в 250 метрах от места падения), а на месте его падения образовалась воронка глубиной 15 метров. Все 6 членов экипажа на его борту погибли.

## Расследование
Расследование причин катастрофы рейса TK 5904 проводил Генеральный директорат гражданской авиации (DGCA).
Согласно записи речевого самописца, пилоты до последнего пытались восстановить управление самолётом, а в кабине экипажа при этом находились две-три стюардессы (на заднем плане были слышны их крики); последними словами на записи самописца стала фраза второго пилота в адрес командира: О, брат, нам конец, падаем, дави… (англ. Aman ağabey, gittik, gidiyoruz, bas…).
В окончательном отчёте расследования в качестве причин катастрофы были указаны:
- Попадание самолёта в грозовой фронт (предположительно).
- Неактивация пилотами противообледенительной системы, которая привела к обледенению трубок Пито (предположительно).
- Неустановление пилотами причины некорректных данных воздушной скорости лайнера.
- Неиспользование экипажем других приборов для восстановления управления самолётом.
- Присутствие стюардесс в кабине экипажа дезориентировало пилотов (предположительно).